# Боголюбов Микола Миколайович (старший)
Микола Миколайович Боголюбов (8 (21) серпня 1909, Нижній Новгород, Російська імперія — 13 лютого 1992, Москва, Росія) — радянський, український та російський математик і механік, фізик-теоретик, засновник наукових шкіл з нелінійної механіки і теоретичної фізики, академік АН СРСР (від 1953) і АН УРСР (від 1948).

## Сім'я. Навчання
Боголюбов народився 8 (21) серпня 1909 року в Нижньому Новгороді. Його батько, Микола Михайлович Боголюбов, був духовним письменником, професором богослов'я; мати, Боголюбова (Ламінарська) Ольга Миколаївна, — викладачем музики.
Через півроку після народження Миколи сім'я переїжджає до Ніжина, де батько викладає до 1913 року.
1913—1918 — сім'я поживає у Києві. Початкові знання отримав удома. Батько повідомив перші відомості з арифметики, російської, німецької та французької мов. У шість років відвідує підготовчий клас Київської гімназії. У гімназії навчався недовго — у роки Української революції 1917—1921 років сім'я переселилася до с. Велика Круча на Полтавщині.
З 1919 по 1921 роки навчався у Великокручанській семирічній школі — єдиному навчальному закладі, який він закінчив.

У 1921 році сім'я переїхала до Києва. Після закінчення семирічної школи Боголюбов самостійно вивчав фізику і математику і з 14-ти років уже брав участь в семінарі кафедри математичної фізики Київського університету під керівництвом академіка Д. О. Граве. У 1924 році у п'ятнадцятирічному віці Боголюбов написав першу наукову працю, а наступного року був прийнятий безпосередньо до аспірантури АН УРСР до академіка М. М. Крилова, яку закінчив у 1929 році, отримавши у 20 років ступінь доктора математичних наук.

## Етапи наукової кар'єри
У 1929 році Боголюбов став науковим співробітником Української академії наук, у 1934 почав викладати в Київському університеті (від 1936 року професор). У 1940 році після анексії та окупації північної Буковини СРСР М. М. Боголюбова було направлено до Чернівців для організації математичних кафедр на фізико-математичному факультеті Чернівецького держуніверситету.
З 1948 року регулярно перебував і подовгу мешкав у Москві, де очолював Теоретичний відділ в Інституті хімічної фізики АН СРСР. Окрім того, від 1950 року Боголюбов працював у Математичному інституті імені В. А. Стєклова і в Московському університеті, де в 1953 заснував кафедру квантової статистики і теорії поля, якою керував до останніх днів свого життя. У 1950—1953 роках працював також у закритому інституті оборонного профілю в Арзамасі-16 (сучасний Саров, Росія).
З утворенням у 1957 році в Дубні (Московська область Росії) міжнародного центру в галузі ядерної фізики, Об'єднаного інституту ядерних досліджень (ОІЯД), Боголюбов організував і став керівником лабораторії теоретичної фізики, а в 1965—1988 роках був директором ОІЯД. У 1966 році став першим директором створеного ним Інституту теоретичної фізики АН УРСР у Києві, одночасно (від 1963 до 1988) він академік-секретар Відділу математики АН СРСР. У 1983—1989 роках очолював Математичний інститут імені В. А. Стєклова у Москві.

## Основні напрями наукової діяльності
Основні праці Боголюбова з математики і механіки належать до варіаційного числення, наближених методів математичного аналізу, диференціальних рівнянь, рівнянь математичної фізики, асимптотичних методів нелінійної механіки і теорії динамічних систем. Перші публікації (1924—1928) присвячені проблемам варіаційного числення і теорії майже періодичних функцій. У наступні роки Боголюбов (разом зі своїм учителем М. М. Криловим) розробив нові методи нелінійної механіки і загальної теорії динамічних систем. У циклі досліджень із проблем статистичної механіки (1939—1945) створив метод отримання кінетичних рівнянь, виходячи з механіки системи молекул.
У 1946 році Боголюбов уперше побудував мікроскопічну теорію надплинності, взявши за основу модель слабо ідеального бозе-газу. Через 10 років, виходячи з квантовомеханічної моделі електронного газу, який взаємодіє з іонною решіткою кристалу, узагальнивши свій апарат канонічних перетворень із теорії надплинності, створив мікроскопічну теорію надпровідності.
На початку 50-х років минулого століття Боголюбов звернувся до задач квантової теорії поля. Він створив перший варіант аксіоматичної побудови матриці розсіювання, який базується на оригінальній умові причинності (1954—1955). Запропонував математично коректний варіант теорії перенормувань, який використовує апарат узагальнених функцій Соболєва-Шварца, і ввів R-операцію (1955 р., разом з О. С. Парасюком). Розвинув регулярний метод покращення квантовопольових розв'язків, метод ренорм-групи (1955 р., разом з Д. В. Ширковим). Дав строге доведення дисперсійних співвідношень у теорії сильних взаємодій (1955—1956).
Боголюбову належить розробка методу систем зі спонтанно порушеною симетрією, який отримав назву методу квазісередніх (1960—1961). У середині 60-х років він звернувся до питань симетрії і динаміки кваркової моделі адронів. Увів представлення про нове квантове число «колір» (1965 р., разом із Струминським і Тавхелідзе).
Боголюбов є засновником радянських наукових шкіл у галузі нелінійної механіки, статистичної фізики і квантової теорії поля. Він був членом багатьох іноземних академій (у Болгарії, НДР, Польщі, США та ін.), наукових закладів і товариств.
Уміння Боголюбова виділяти загальні елементи у, здавалося б, найбільш різнорідних царинах фізики робить можливим плідне взаємне перенесення ідей і методів. Так, він одним з перших зрозумів до кінця глибоку математичну і фізичну спорідненість нерелятивістської задачі численних тіл і квантової теорії поля. Знаменитий американський фізик, керівник робіт зі створення першої атомної бомби Роберт Оппенгеймер у свій час був дуже здивований, коли вперше почув про праці Боголюбова у галузі дисперсійних співвідношень: він знав його праці щодо нелінійних коливань, тобто зовсім в іншій галузі. Зарубіжні вчені взагалі певний час мали припущення, що Боголюбов — це збірне ім'я, псевдонім, за яким заховано декілька фізиків і математиків. Тим не менше сам Боголюбов завжди вважав, що в його працях є щось спільне. Він казав: «Єднальною ланкою у мене була математика, бо мій підхід чи до проблем механіки, чи до проблем фізики — математичний». У сучасній науці вимагається відточена логіка математики, поєднана з інтуїцією фізика, що найвищою мірою було притаманне Боголюбову. Той же академік Логунов (тоді ректор Московського університету) ставив Боголюбова в один ряд з такими корифеями науки, як Павлов і Вернадський, не тільки за рівнем його наукових досягнень, але й у моральному плані: «Звичайно, в одному ряду вони стоять передусім завдяки нечуваному обдарованню, але кожний водночас є зразком найвищих моральних якостей. Немає жодних сумнівів, що коли наше наукове середовище втратить цей моральний капітал, таку втрату не заповнить жодне наймудріше планування досліджень».

## Нагороди та відзнаки
- Сталінська премія (1947, 1953)
- Ленінська премія (1958)
- Премія імені М. М. Крилова (1965)[7]
- Хейнеманівська премія (1966)[8]
- Двічі Герой Соціалістичної Праці (1969, 1979)
- Заслужений діяч науки УРСР (1970)
- Медаль Макса Планка (1973)[9]
- Державна премія СРСР (1984)
- Золота медаль ім. Ломоносова АН СРСР (1985)
- Медаль Поля Дірака (1992, посмертно)[10]

## Вислови про нього
|                       | Микола Боголюбов був фактично росіянин, з-під Нижнього Новгорода – та він настільки полюбив Україну, куди переїхав ще у дитинстві із татом-священиком (до речі, закінчував школу на моїй рідній Полтавщині, у селі Велика Круча), що наполіг, аби в його радянському паспорті у графі «національність» було записано: українець. Микола Миколайович і вишиванку любив надягати, і навіть декотрі наукові праці писав українською. Наприклад, його «Лекції з квантової статистики» були видані лише українською, і московським колегам доводилося вивчати ці лекції українською. |
| — Анатолій Загородній | |

## Сім'я
Його сини:
- Боголюбов Микола Миколайович, — математик, член-кореспондент Російської академії наук.
- Боголюбов Павло Миколайович — фізик-теоретик, доктор фізико-математичних наук, старший науковий співробітник, керівник сектора в Лабораторії теоретичної фізики Об'єднаного інституту ядерних досліджень, лауреат Ленінської премії[12].

## Вшанування пам'яті
21 вересня 2009 р. на фасаді Червоного корпусу Київського національного університету імені Тараса Шевченка по вулиці Володимирській, 60 була відкрита меморіальна дошка геніальному вченому-академіку Миколі Боголюбову, на честь століття з дня його народження  [Архівовано 30 вересня 2009 у Wayback Machine.].
У 2009 році в центрі села Велика Круча на Полтавщині встановлено пам'ятник вченому.
У 1992 р. Національна Академія наук України заснувала Премію НАН України імені М. М. Боголюбова, яка вручається Відділенням математики НАН України за видатні наукові роботи в галузі математики і теоретичної фізики.
На честь вченого була названа мала планета «22616 Боголюбов».
2009 року НБУ викарбував та ввів до обігу пам'ятну монету на честь Миколи Миколайовича Боголюбова номіналом 2 гривні.

### Фільми
Документальний фільм до 100-річчя Н. Н. Боголюбова